# Croton macrostachyus
Espèce
Croton macrostachyus est une espèce de plantes à fleurs du genre Croton et de la famille Euphorbiaceae présente en Afrique tropicale et sur Madagascar.
Il a pour synonymes :
- Croton acuminatus, R.Br., 1814
- Croton butaguensis, De Wild, 1921
- Croton guerzesiensis, Beille, 1917
- Croton guerzesiensis, Beille ex A.Chev., 1920
- Croton macrostachyus var. mollissimus, Chiov., 1939
- Oxydectes macrostachya, (Hochst. ex Delile) Kuntze
- Rottlera schimperi, Hochst. & Steud.